# Барнет, Лионель
Лионель (Лайонел) Дэвид Барнет (англ. Lionel Barnett; 21 октября 1871, Ливерпуль — 28 января 1960) – британский писатель
, историк литературы, востоковед, педагог. Член Британской академии.

## Биография
Сын еврейского банкира. Окончил университетский колледж Ливерпуля и кембриджский Тринити-колледж. Трижды награждался Медалью Брауна на конкурсах латинской и греческой поэзии в Кембриджском университете.
С 1894 года работал учителем греческого языка. В 1899 году поступил на работу в Британский музей в качестве помощника хранителя отдела восточных печатных книг и рукописей. С 1902 года был библиотекарем восточного отдела Британского музея. В 1908 году стал хранителем и оставался на этом посту до выхода на пенсию в 1936 году. 
Кроме того, был профессором санскрита в Университетском колледже Лондона с 1906 по 1917 год, основал курс санскрита в Школе востоковедения (1917–1948), читал лекции по древней индийской истории и эпиграфике (1922–1948).
В 1948 году, в возрасте 77 лет, вернулся в Британский музей, где отчаянно не хватало персонала, в качестве помощника хранителя, оставаясь там до самой смерти.
В 1932 году Барнетт полностью ослеп на один глаз и сохранил лишь частичное зрение на другом.
В 1937 году стал кавалером Ордена Бани.
Автор нескольких книг по истории греческой драмы и поэзии.